# Parnik (roślina)

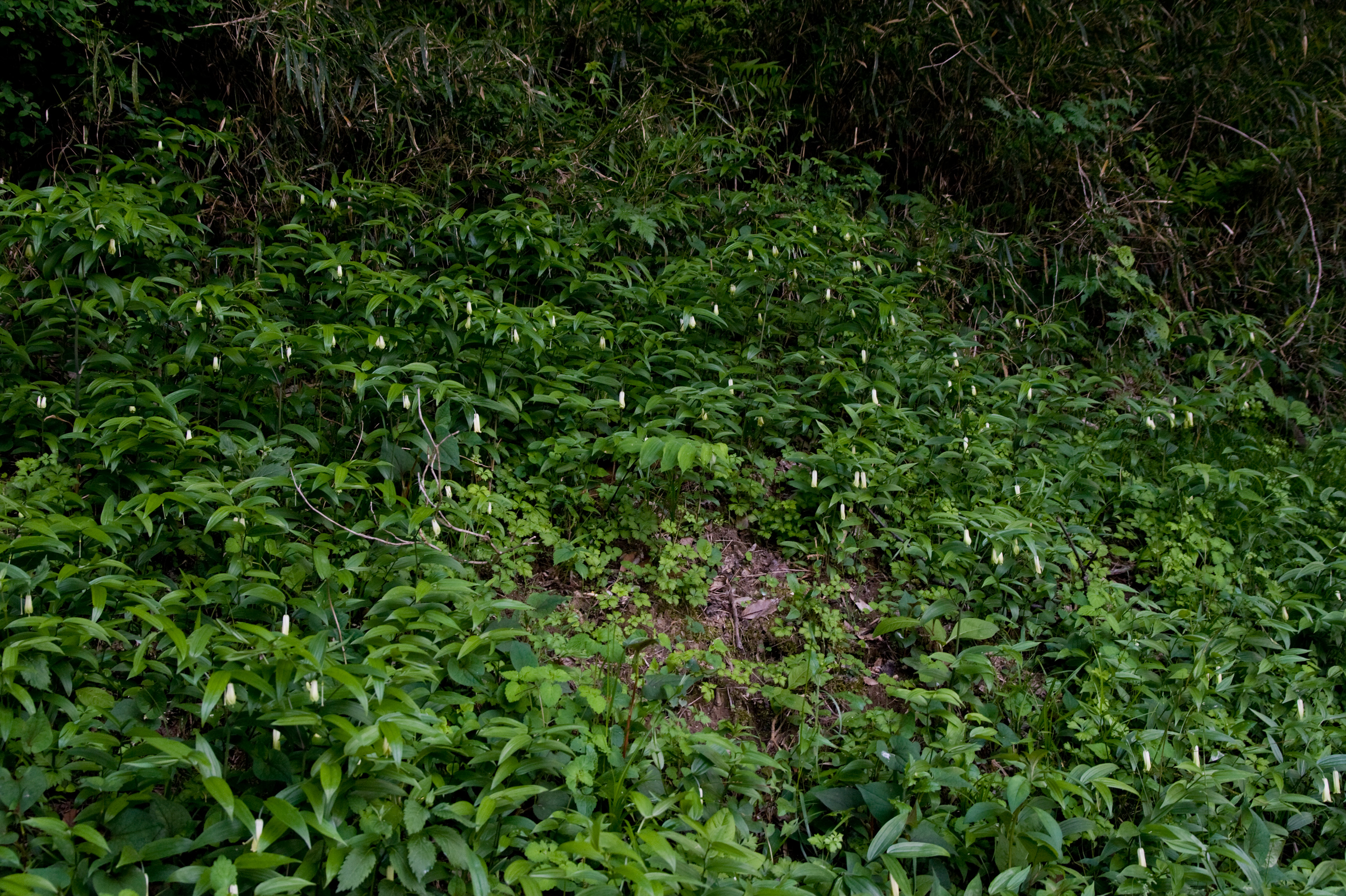
Kobierzec parnika wspaniałego na stanowisku naturalnym

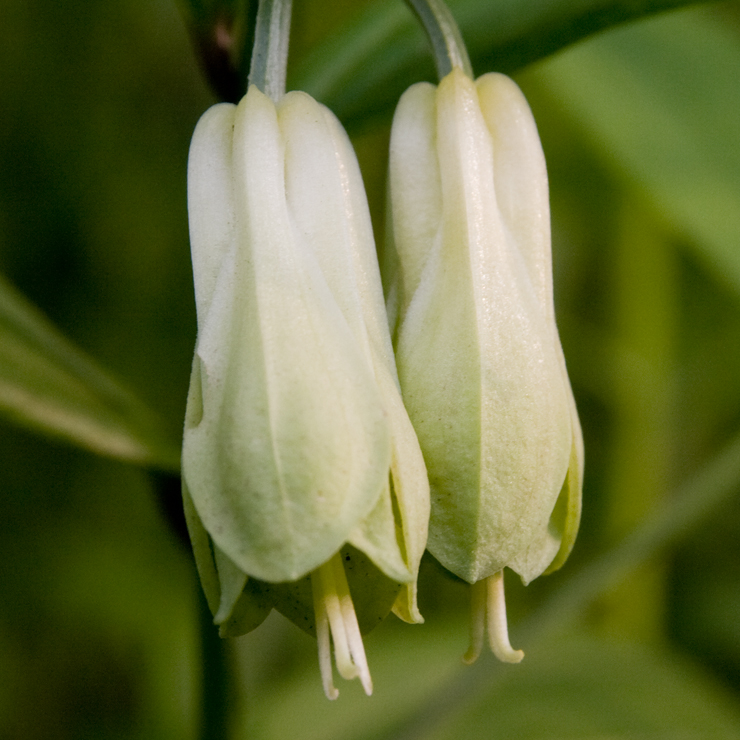
Kwiaty parnika wspaniałego

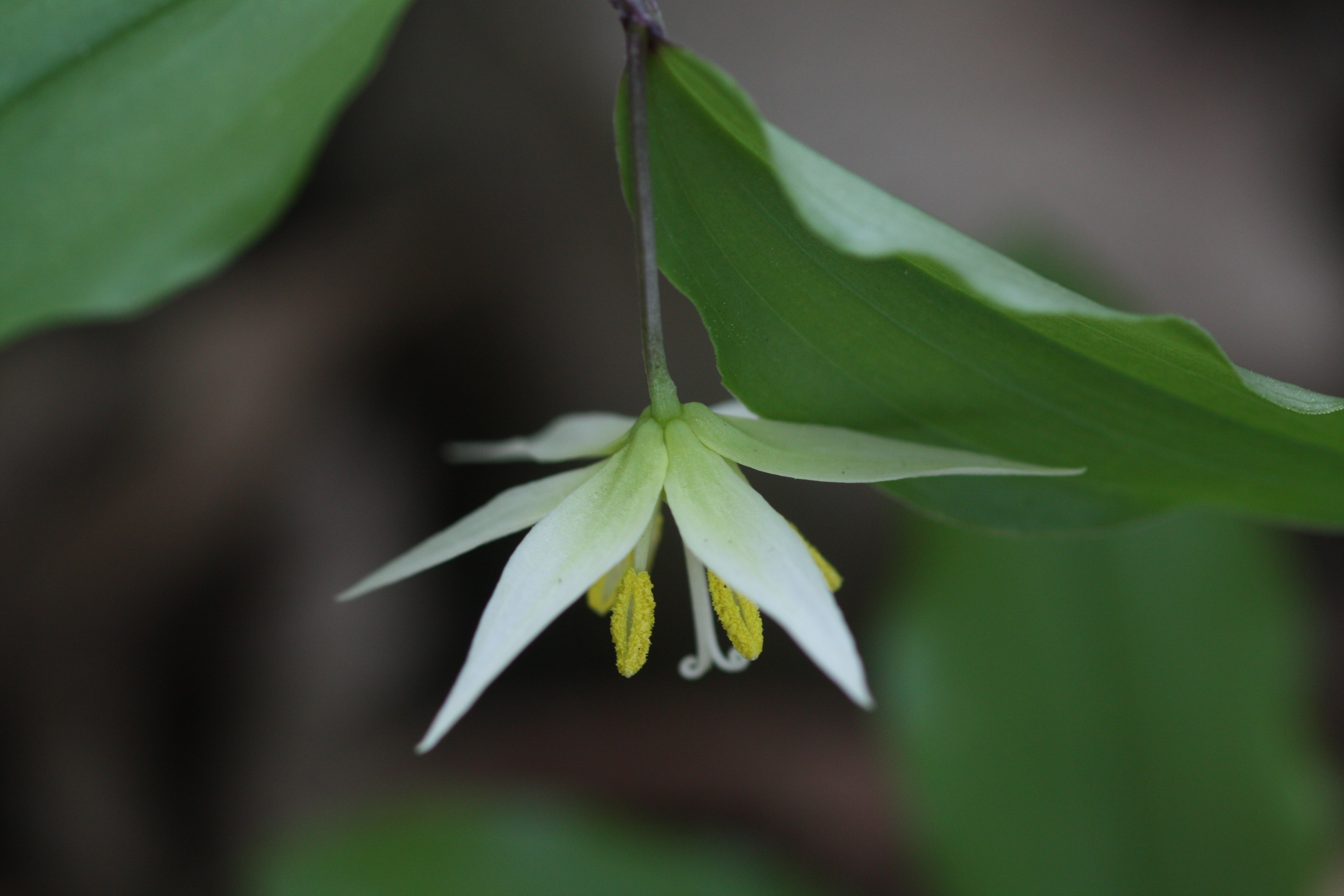
Kwiat Disporum smilacinum

Parnik (Disporum Salisb. ex G.Don) – rodzaj wieloletnich, ziemnopączkowych roślin zielnych z rodziny zimowitowatych, obejmujący 20 gatunków występujących w Azji, na obszarze od subkontynentu indyjskiego przez Półwysep Indochiński i Chiny do dalekiego wschodu Rosji, Japonii, Korei i Indonezji. Nazwa naukowa rodzaju pochodzi od greckich słów δύο (duo - dwa) i σπόρος (sporos – nasiono), z uwagi na przeważnie dwunasienne owoce.

## Morfologia
PokrójRośliny zielne.
ŁodygaPędem podziemnym jest krótkie kłącze. Niektóre gatunki tworzą długie stolony. Pędy naziemne wzniesione, proste lub rozgałęzione dystalnie.
LiścieUlistnienie naprzemianległe. Krótko ogonkowe lub siedzące liście skupione na dystalnym odcinku pędu. Blaszki liściowe równowąskie do niemal okrągłych.
KwiatyKwiaty obupłciowe, sześciopręcikowe, często zwisłe, wyrastające na krótkich szypułkach pojedynczo, w parach lub kilka zebranych w baldach z wierzchołka pędu. Okwiat sześciolistkowy, biały, zielonkawy, żółty, różowy, ciemnoczerwony lub ciemnopurpurowy, rurkowato-dzwonkowaty do talerzykowatego. Pręciki osadzone u nasady listków okwiatu, o spłaszczonych nitkach. Zalążnia trójkomorowa, z 2–6 zalążkami w każdej komorze. Szyjka słupka nitkowata, wierzchołkowo trójwrębna do trójklapowanej.
OwoceCiemnogranatowe lub czarne jagody zawierające kuliste lub jajowate nasiona.
GenetykaLiczba chromosomów homologicznych u roślin z tego rodzaju wynosi x = 7, 8, 12, 14, 15 lub 16. Ich genom jest diploidalny.

## Systematyka
Pozycja rodzaju według Angiosperm Phylogeny Website (aktualizowany system APG IV z 2016)Rodzaj zaliczany jest do plemienia Uvularieae w rodzinie zimowitowatych (Colchicaceae), należącej do rzędu liliowców (Liliales) zaliczanych do jednoliściennych (monocots).
Według niektórych systemów rodzaj zaliczany jest do rodziny szparagowatych, Convallariaceae (= Ruscaceae s.str., = Asparagaceae-Nolinoideae).
Gatunki
- Disporum acuminatissimum W.L.Sha
- Disporum acuminatum C.H.Wright
- Disporum bodinieri (H.Lév. & Vaniot) F.T.Wang & Tang
- Disporum calcaratum D.Don
- Disporum cantoniense (Lour.) Merr.
- Disporum hainanense Merr.
- Disporum jinfoshanense X.Z.Li
- Disporum kawakamii Hayata
- Disporum leucanthum H.Hara
- Disporum longistylum (H.Lév. & Vaniot) H.Hara
- Disporum lutescens (Maxim.) Koidz.
- Disporum megalanthum F.T.Wang & Tang
- Disporum nantouense S.S.Ying
- Disporum sessile (Thunb.) D.Don ex Schult. & Schult.f. – parnik wspaniały
- Disporum shimadae Hayata
- Disporum smilacinum A.Gray in M.C.Perry
- Disporum tonkinense Koyama
- Disporum trabeculatum Gagnep.
- Disporum uniflorum Baker
- Disporum viridescens (Maxim.) Nakai

## Zagrożenie i ochrona
Disporum uniflorum jest uwzględniony w Czerwonej Liście Zagrożonych Roślin Naczyniowych Japonii ze statusem "krytycznie zagrożony".

## Zastosowanie
Rośliny spożywczeMłode liście parnika wspaniałego, Disporum smilacinum i Disporum viridescens, a także liście i młode pędy Disporum cantoniense są jadalne. Po ugotowaniu są spożywane jako jarzyna.
Rośliny leczniczeSok z kłączy Disporum cantoniense używany jest do obniżenia gorączki.
Rośliny ozdobneDwa gatunki roślin z tego rodzaju, Disporum smilacinum i parnik wspaniały (przede wszystkim jego kultywar 'Variegatum') są uprawiane jako rośliny ogrodowe w krajach klimatu umiarkowanego. Rośliny te wymagają stanowiska w półcieniu i żyznego podłoża. Oba gatunki są mrozoodporne (strefy mrozoodporności 5–9 w przypadku D. smilacinum, 4–9 w przypadku parnika wspaniałego). Kwitną późną wiosną.